# Mount Locke
Mount Locke är ett berg i Antarktis. Det ligger i Östantarktis. Nya Zeeland gör anspråk på området. Toppen på Mount Locke är 1 190 meter över havet, eller 124 meter över den omgivande terrängen. Bredden vid basen är 1,3 km.
Terrängen runt Mount Locke är varierad. Havet är nära Locke åt nordost. Trakten är obefolkad. Det finns inga samhällen i närheten.